# Enrique Sazié
Don Enrique Sazié Herrera  (* 1897; † 1988) war ein chilenischer Radio- und Amateurfunk-Pionier. Sein Amateurfunkrufzeichen lautete CE3XX.

## Leben
Saziés Ziel in den frühen 1920er Jahren war, der chilenischen Öffentlichkeit ein Radioprogramm anzubieten. Auf seine Initiative hin wurde am 12. Juli 1922 im Universitätsgebäude von Santiago de Chile der Radio Club de Chile (RCCH) gegründet, der bis heute fortbesteht. Im selben Jahr baute er unter Verwendung von drei Telefunken-Elektronenröhren mit jeweils 50 W Leistung einen Rundfunksender, der im Elektronik-Labor der Universität stand. Auch ein dazugehöriges Rundfunkempfangsgerät wurde von ihm gebaut. Am 19. August 1922 stellte er den Empfänger in einem Saal im zweiten Stock des Gebäudes der Zeitung El Mercurio in Santiago auf und führte seine Anlage einem geladenen Publikum von mehr als hundert Menschen vor. Der nun mithilfe der Funktechnik über eine Distanz von etwa einem Kilometer übertragene Marsch It’s a Long Way to Tipperary war die erste Radiosendung Chiles. In der Universität gibt es heute den Sala Enrique Sazié.
Etwas später, am 21. Mai 1924, gab es die erste live im chilenischen Rundfunk übertragene Rede des Präsidenten Arturo Alessandri Palma. Im selben Jahr wurde auch eine Ansprache von Papst Pius XI. übertragen. Dieses Ereignis beeindruckte einige Menschen so sehr, dass sie vor den in Geschäften aufgestellten Empfängern auf die Knie sanken. Es war die erste Rede eines Papstes überhaupt, die live in Chile gehört werden konnte.